# Garston (Hertfordshire)
Garston – wieś w Anglii, w hrabstwie Hertfordshire, w dystrykcie Watford. Leży 25 km na południowy zachód od miasta Hertford i 27 km na północny zachód od centrum Londynu. W 2001 miejscowość liczyła 20 417 mieszkańców.